# Аркелес Вела
Аркелес Вела Салватијера (шп. Arqueles Vela Salvatierra; Тапачула, 2. децембар 1899. — Мексико Сити, 25. септембар 1977) био је мексички писац, новинар и учитељ гватемалског порекла. Користио је псеудоним Силвестре Парадокс (шп. Silvestre Paradox) како би писао чланке у мексичким новинама El Universal Ilustrado. Међутим, постоје индиције да су још неки новинари писали под тим псеудонимом.

## Биографија
Постоје две верзије о родном месту Аркелеса Веле. Једна верзија је да је Вела рођен у Гватемали, а друга да је рођен у Тапачули, у мексичкој савезној држави Чијапас. Међутим, нема тачних података, мада је вероватније да је рођен у Гватемали, јер је завршио основну школу у тој земљи. Његов брат, Давид Вела, био је истакнути интелектуалац у Гватемали, у којој је Аркелес живео већину свог живота, али највећи део свог академског живота, те живота као писац је провео у Мексику.
Охрабрен од своје ране младости и са хуманистичком страсти у животу, са само двадесет и једну годину постао је познат као писац и новинар кроз текстове у локалним медијима, те као новинар у листу El Universal Ilustrado, у ком је 1921. године био заменик уредника. Још док је радио као новинар, Аркелес Вела је написао своју прву књигу, која је објављена у току 1921. године, под називом El sendero gris y otros poemas. Објављивањем прве књиге, Вела је ушао у мексичке књижевне кругове, где је окарактерисан као присталица покрета естридентиста, којег је предводио песник из Веракруза, Мануел Маплес Арсе.
Школовао се на различитим универзитетима у Европи (Мадрид, Париз, Берлин и Рим), а након постдипломских студија, вратио се у Мексико са 33 године. У међувремену, Вела негује новинарски жанр и фокусира се на уметничке теме. Резултат тога је био изузетни рад под насловом Historia materialista del arte (1936), који је Аркелеса Велу довео до тога да постане један од најцењенијих критичара уметности.

### Поезија и нарација
- El sendero gris y otros poemas inútiles (1920)
- La señorita Etcétera (1922)
- El café de nadie (1926)
- Un crimen provisional (1926)
- El intrasferible (1927; објављена поново 1977)
- El viaje redondo (1929)
- Cantata a las muchachas fuertes y alegres de México (1940)
- Cuentos del día y de la noche (1945)
- La volanda (1956)
- El picaflor (1961)
- Luzbel (1966)

### Есеји
- Introducción, organización, interpretación y dirección del teatro de muñecos, Historia materialista del arte (1936).
- Evolución histórica de la literatura universal (1941).
- El arte y la estética (1945).
- Teoría literaria del modernismo (1949).
- Elementos del lenguaje y didáctica de la expresión (1953).
- Fundamentos de la literatura mexicana (1953).
- Análisis de la expresión literaria (1965).